# Boconó
Boconó ist eine Stadt im Südosten vom Bundesstaat Trujillo, in Venezuela. Die Stadt ist Regierungssitz der Trujillo-Gemeinde. 2001 hatte Boconó 79.710 Einwohner. Boconó ist mit Biscucuy in Portuguesa durch die Nationalstraße 7 und mit dem Westen durch die Nationalstraße 3 verbunden.

## Geschichte
Die Gegend war bis 1548 durch mehrere Stämme der Cuica-Ethnie bevölkert: Tirandaes, Boconoes, Mosqueyes, Tostosen. Ihre Namen spiegeln sich immer noch in der Toponomie der Region wider.
Die Siedlung Boconó wurde 1563 gegründet. Ab 1606, mit dem Bau einer Eremitage wurde das Dorf als Pueblo de Doctrinas bekannt.
1955 wurde ein Flughafen fertiggestellt und am 3. September landete das erste Flugzeug in Boconó.

## Sehenswürdigkeiten
- Museum Trapiche de los Clavos.
- Bolívar-Platz.
- Atheneum von Boconó.
- San Alejo-Kirche.
- Negro-Fluss.
- Los Cedros-See (Parque Nacional Guaramacal)

## Söhne und Töchter
- Vicente Ramón Hernández Peña (1935–2018), römisch-katholischer Bischof von Trujillo
- Lisandro Alirio Rivas Durán (* 1969), römisch-katholischer Ordensgeistlicher, Bischof von San Cristóbal de Venezuela